# Walter Lochmüller
Walter Lochmüller (* 5. Mai 1905 in Leonberg; † 19. Juni 1992 in Schwäbisch Gmünd) war ein deutscher Pädagoge, Maler und Emailleur sowie Hochschullehrer.

## Leben
Lochmüller besuchte von 1922 bis 1927 die Badische Kunstgewerbeschule Pforzheim. Dort war er unter anderem Meisterschüler von Adolf Hildenbrand. Direkt anschließend konnte Lochmüller durch Walter Klein als Dozent für die Schwäbisch Gmünder Höhere Fachschule für das Edelmetallgewerbe gewonnen werden, an der er eine neue Emaillierklasse neu aufzubauen hatte. 1946 wurde er Direktor der Einrichtung, 1947 zum Professor ernannt. 1970 trat er in den Ruhestand.
Bereits seit 1925 auch als Maler aktiv, reorganisierte Lochmüller ab 1946 den Kunstverein Schwäbisch Gmünd und wurde dessen Vorsitzender. 1949 gehörte er zu den Mitbegründern des Bundes der Kunsthandwerker Baden-Württembergs und wurde auch dessen Vorsitzender. Er initiierte die Internationale Fachtagungen für Juweliere, Gold- und Silberschmiede, die er unter anderem 1949, 1950 und 1953 an seinem Wirkungsort Schwäbisch Gmünd austrug.

## Ehrungen
- 1957: Goldener Ehrenring der Gesellschaft für Goldschmiedekunst
- 1970: Bundesverdienstkreuz Erster Klasse

## Einzelausstellungen
- 1979: in Stuttgart, Kunsthaus Brühler
- 1985: in Schwäbisch Gmünd, Museum im Prediger
- 2002: Walter Lochmüller. Emailleur und Maler – Poet und Weggefährte Hesses, Schwäbisch Gmünd, Museum im Prediger[1]

## Publikationen
- Die Kunst zu emaillieren (= Diebeners Handbuch des Goldschmieds. Band 5.) 3. Auflage. Rühle-Diebener, Stuttgart 1990.
- Walter Lochmüller: Emailleur – Maler – Pädagoge. Einhorn, Schwäbisch Gmünd 1985, ISBN 3-921703-61-1.
- 100 Jahre Schmuck-Design. Schöner, Königsbach 1973.